# Sindrome di Urbach-Wiethe
La sindrome di Urbach-Wiethe (anche nota come proteinosi lipoide e ialinosi cutanea e mucosa) è una malattia genetica rara, autosomica recessiva, caratterizzata da febbre. I sintomi di questa malattia variano considerevolmente da individuo ad individuo e possono includere raucedine, lesioni e cicatrici cutanee, pelle molto suscettibile a danni e con insufficienza dei meccanismi di riparazione, cute secca. Tutto ciò esita in un generale assottigliamento della cute e delle mucose. In alcuni casi esiste anche un indurimento di tessuto cerebrale a livello dei lobi temporali mediali, cosa che può condurre ad epilessia e problematiche neuropsichiatriche. La malattia tipicamente non è mortale e i pazienti non mostrano un'aspettativa di vita ridotta.
Dato che la sindrome di Urbach-Wiethe è una malattia trasmessa per via autosomica recessiva, gli individui possono essere portatori ma non mostrare alcun sintomo. La malattia è causata da una perdita di funzione causata da mutazioni al cromosoma 1 al locus 1q21, gene che codifica per la proteina della matrice extracellulare 1 (ECM1). I sintomi dermatologici sono causati dalla formazione di un materiale ialino nel derma e conseguente ispessimento della membrana basale. Questa malattia è diagnosticata tipicamente grazie alle manifestazioni dermatologiche, in particolare le caratteristiche palpebre con lesioni papulari simili a perline. La scoperta delle mutazioni del gene ECM1 ha consentito l'utilizzo del test genetico per confermare la diagnosi posta sul sospetto clinico. Conosciuta anche come una rara patologia genetica caratterizzata dal deposito di materiale calcificato nell'organismo. La donna infatti è assolutamente immune da ogni tipo di paura proprio a causa del processo di calcificazione che ha colpito anche l'amigdala, la regione del cervello preposta alla gestione di varie funzioni, fra cui il senso di timore.
Allo stato attuale non c'è alcuna cura per la sindrome di Urbach-Wiethe, sebbene vi siano molti modi per trattarne i sintomi. La scoperta delle mutazioni di ECM1 ha anche aperto la strada alla possibilità di introdurre la terapia genica o il trattamento con proteina ECM1 ricombinante, ma nessuna di queste ancora è disponibile.

## Storia
Nel 1908 è stato descritto da Seibenmann, un professore di otorinolaringoiatria a Basilea, in Svizzera, quello che sembra essere il primo caso di malattia di Urbach-Wiethe. Nel 1925, Friedrich Miescher, un dermatologo svizzero, l'ha individuata su tre pazienti simili.[5] Una descrizione completa della malattia di Urbach-Wiethe è stata fatta nel 1929 da un dermatologo e un otorinolaringoiatra viennesi, Urbach e Wiethe. Il nome originale di lipoidosis cutis et mucose è stato cambiato in proteinosi lipidica della cute et mucose per via della convinzione di Urbach che la condizione fosse dovuta a depositi anormali di lipidi e proteine all'interno dei tessuti. Alcuni hanno discusso circa l'ipotesi che la malattia fosse in realtà una forma di mucopolisaccaridosi, amiloidosi o anche di porfiria. La scoperta della mutazione al gene ECM1 come causa della condizione ha fornito un modo definitivo per differenziarla da queste altre condizioni.

## Epidemiologia
La malattia di Urbach-Wiethe è molto rara; ci sono meno di 300 casi riportati in letteratura medica. Anche se questa condizione si può trovare in tutto il mondo, quasi un quarto delle diagnosi segnalate avvengono in Sudafrica. Molti di questi pazienti sono di provenienza olandese, tedesca e di discendenza Khoisan. Per via della sua causa genetica recessiva e del fatto di poter essere una malattia asintomatica, la sindrome di Urbach-Wiethe ricorre spesso nelle famiglie. In alcune regioni del Sudafrica, fino a uno su 12 individui possono essere portatori della malattia. Per via della sua bassa incidenza è difficile trovare un numero sufficiente di casi per studiare adeguatamente la malattia.

## Diagnosi
La condizione è di solito diagnosticata a partire dalle sue manifestazioni cliniche dermatologiche, in particolare dalle papule in rilievo sulle palpebre. I medici possono anche testare il materiale ialino.
La tomografia computerizzata senza mezzo di contrasto può identificare le calcificazioni, ma questa tecnica di imaging biomedico non è in genere utilizzata come mezzo di diagnostico della malattia. Questo è in parte dovuto al fatto che non tutti i pazienti affetti dalla sindrome di Urbach-Wiethe mostrano calcificazioni, ma anche perché lesioni simili possono essere dovute ad altre malattie come l'herpes simplex e l'encefalite. La scoperta delle mutazioni a carico del gene ECM1 ha permesso l'uso di test genetici per confermare la diagnosi clinica iniziale. Essi consentono inoltre di fare una miglior diagnosi differenziale tra malattia Urbach-Wiethe e altre malattie simili non causate da mutazioni nell'ECM1.

## Trattamento
Al 2021, non esiste una cura per la sindrome di Urbach-Wiethe, anche se ci sono alcuni trattamenti studiati caso per ridurre i suoi sintomi. Si è registrato un certo successo nell'utilizzo del dimetilsolfossido (DMSO) per via orale ed eparina intralesionale, ma ciò non si riscontra in tutti i casi. La penicillamina-S ha anch'essa mostrato risultati promettenti, ma non è stata ancora ampiamente utilizzata. Vi sono anche alcuni casi di pazienti in trattamento con etretinato, un farmaco in genere prescritto per il trattamento della psoriasi. In alcuni casi, le calcificazioni nel cervello possono portare a un'attività elettrica anomala tra i neuroni, pertanto per alcuni pazienti è stato necessario prescrivere medicinali per prevenire convulsioni. La tracheostomia è spesso utilizzata per alleviare le infezioni del tratto respiratorio superiore. La chirurgia laser ad anidride carbonica utilizzata per trattare l'ispessimento delle corde vocali e le papule palpebrali ha dimostrato di migliorare le condizioni dei pazienti che presentavano questi sintomi. La scoperta della mutazioni del gene ECM1 ha aperto la possibilità della terapia genica o di una proteina EMC1 DNA ricombinante, ma nessuna di queste due opzioni è, al 2020, disponibile.

## Prognosi
La sindrome di Urbach-Wiethe non è in genere una condizione pericolosa per la vita. L'aspettativa di vita di questi pazienti è normale fino a quando i potenziali effetti collaterali dell'ispessimento della mucosa, come ad esempio l'ostruzione delle vie respiratorie, vengono adeguatamente affrontati. Anche se ciò può richiedere l'intervento con chirurgia laser o una tracheostomia, tali misure possono contribuire a garantire che le persone affette dalla condizione possano vivere una vita piena. Il dimetilsolfossido (DMSO) assunto per via orale ha dimostrato di ridurre le lesioni cutanee, riducendo al minimo il disagio per coloro che ne soffrono.